# وینیفرد هورنلی
اگنس وینیفرد هورنلی تاکر (انگلیسی: Winifred Hoernlé؛ ۶ دسامبر ۱۸۸۵ – ۱۷ مارس ۱۹۶۰) انسان‌شناس اهل آفریقای جنوبی بود. که به عنوان «مادر انسان‌شناسی اجتماعی در آفریقای جنوبی» شناخته می‌شود.   فراتر از کارهای علمی‌اش، او به‌خاطر فعالیت‌های اجتماعی و مخالفت شدیدش با آپارتاید بر اساس برترپنداری نژاد سفید شناخته می‌شود.

## زندگی
اگنس وینیفرد تاکر در ۶ دسامبر ۱۸۸۵ در کیمبرلی در مستعمره کیپ امپراتوری بریتانیا  متولد شد. مادر او سارا اگنس و پدرش ویلیام کیجر تاکر بود.   او دومین فرزند از خانواده‌ای با هشت فرزند بود. پدرش به عنوان نقشه‌بردار و معدن کار می‌کرد   و سپس شهردار ژوهانسبورگ و سناتور فدرال ترانسوال شد.  پدرش که از تحصیل زنان حمایت می‌کرد، کتاب‌هایی را برای او فراهم می‌کرد تا بخواند.   او در کودکی به همراه خانواده خود به ژوهانسبورگ نقل مکان کرد و تحصیلات متوسطه خود را در آنجا به پایان رساند. پس از اخذ مدرک کارشناسی در سال ۱۹۰۶ از کالج آفریقای جنوبی، در خارج از کشور در کالج نیونهام، کمبریج، دانشگاه لایپزیگ، دانشگاه بن و سوربن تحصیل کرد. در سال ۱۹۱۲ با بازگشت به آفریقای جنوبی، تحقیقات مردم‌شناسی را در میان مردم خوی‌خوی انجام داد. وینیفرد در سال ۱۹۱۴ ازدواج کرد.

## تحصیلات
تاکر به دبیرستان پارک بارناتو رفت اما در آغاز جنگ بوئر دوم به همراه خانواده اش به شرق لندن مهاجرت کردند. هنگامی که آنها در سال ۱۹۰۰ به آفریقای جنوبی بازگشتند، او در دبیرستان دخترانه وسلیان در گراهامستون تحصیل کرد و در سال ۱۹۰۲  فارغ‌التحصیل شد. در سال ۱۹۰۶ اولین و تنها زنی بود که در انجمن دانشجویی حضور داشت.   از آنجایی که یک عارضه عصبی نخاعی بر توانایی او در نوشتن تأثیر گذاشته بود، کار او با کمک یک دستیار آموزشی تایپ شد و به او زمان اضافی داده شد تا امتحانات لیسانس خود را بگذراند. 
تاکر تحت تأثیر استاد فلسفه خود، توماس لاودی، تصمیم گرفت تحصیلات خود را در کمبریج ادامه دهد.  قبل از اینکه آفریقای جنوبی را ترک کند، با راینهولد فردریش آلفرد هورنله ملاقات کرد، که در سال ۱۹۰۸ به عنوان استاد  در کالج آفریقای جنوبی منصوب شده بود.  او با مطالعه انسان‌شناسی و فلسفه زیر نظر آلفرد کورت هادون، در سخنرانی‌های جیمز جورج فریزر و آلفرد رادکلیف-براون شرکت کرد و در آزمایشگاه چارلز ساموئل مایرز کار کرد. 

## فعالیت
هورنلی پس از اقامت با همسرش در بوستون از سال ۱۹۱۴ تا ۱۹۲۰، به آفریقای جنوبی بازگشت تا تحقیقات خود را از سر بگیرد. او با آلفرد رادکلیف-براون در تلاشی مشترک برای ایجاد انسان‌شناسی اجتماعی به عنوان یک رشته دانشگاهی همکاری کرد. در سال ۱۹۲۶، با شروع یک حرفه آکادمیک، یک کتابخانه و یک موزه قوم‌شناسی را برای تسهیل یادگیری دانش آموزانش تأسیس کرد. او با معرفی ایده‌های نوین تدریس، دانش‌آموزان خود را تشویق می‌کرد تا تغییرات اجتماعی و همچنین نقش زنان را در جامعه ارزیابی کنند. پس از بازنشستگی در سال ۱۹۳۷، او عمر خود را صرف تمرکز بر اصلاحات اجتماعی کرد. مطالعات و تدریس انسان‌شناسی هورنلی به جهان‌بینی او کمک کرده بود و او را به مخالفان سیاست‌های جدایی‌طلب آپارتاید تبدیل کرد. او در گزارش‌هایی که به دولت ارائه می‌شد استدلال می‌کرد که همه فرهنگ‌هایی که بخشی از جامعه بزرگ آفریقای جنوبی هستند ارزش ذاتی دارند و هیچ نژادی برتر نیست. او از اصول اساسی مانند فرصت‌های برابر بدون شرایط نژاد و رنگ، حمایت از آزادی بیان و حاکمیت قانون برای همه آفریقایی‌ها حمایت می‌کرد.

## جوایز
هورنلی در طول زندگی خود جوایز متعددی برای کارهای آکادمیک و برنامه‌های اصلاح اجتماعی اش دریافت کرد. او دکترای افتخاری حقوق را در سال ۱۹۴۵ دریافت کرد. او به خاطر آموزش بیشتر انسان شناسان برجسته آفریقای جنوبی در دوران خود و برای پایه‌گذاری پایه‌های توسعه انسان‌شناسی اجتماعی در آفریقای جنوبی شناخته می‌شود.